# Giovanni Acquaderni
Giovanni Acquaderni (Castel San Pietro dell'Emilia, 16 marzo 1839 – Bologna, 16 febbraio 1922) è stato un sociologo e banchiere italiano, protagonista del movimento cattolico nazionale.

## Biografia
Nacque il 16 marzo 1839 a Castel San Pietro Terme (all'epoca Castel San Pietro dell'Emilia) in una casa prospiciente la piazzetta oggi a lui dedicata.
Figlio di Giovanni Battista e di Giuditta Raffi di Imola, seguì gli studi in legge, laureandosi all'Università di Bologna.
Fu tra i protagonisti assoluti del laicato cattolico del tardo Ottocento: l'11 febbraio 1867 a Bologna fondò con Mario Fani la «Società della Gioventù Cattolica Italiana», l'attuale Azione Cattolica e ne fu il primo Presidente (1867-1880); nel 1896 creò la Banca del Piccolo Credito Romagnolo e fu tra i fondatori del primo quotidiano cattolico italiano, il bolognese L'Avvenire d'Italia.
Dotato di notevole spirito caritatevole, fondò anche l'«Opera dei rifiuti» per raccogliere scarti di ogni genere (rottami di vetro, di ferro, di carta, ecc.).
Tra il 1874 e il 1878 fu a capo del consiglio direttivo dell'Opera dei congressi.
Giovanni Acquaderni morì nel 1922 e fu sepolto nella cattedrale di Bologna, vicino alle tombe dei vescovi, a differenza della famiglia che riposa nella tomba in Certosa.
Il suo palazzo di residenza, ancora visibile pochi metri ad ovest delle Due Torri su via Rizzoli, non fu abbattuto durante l'allargamento della medesima via negli anni seguenti la Prima Guerra Mondiale. In quell'occasione, si scelse di abbattere tre torri e tutta la sezione sud dell'antico Mercato di Mezzo in modo da far transitare i tram, che passavano di conseguenza di fronte alla villa del conte Acquaderni.
Sua nipote Maria Antonietta Zanelli, figlia di sua sorella Maria, fu la fondatrice dell'ordine religioso Piccole Suore di Santa Teresa del Bambin Gesù.
Nel settembre del 2007 l'Azione Cattolica ha festeggiato a Castel San Pietro, la città natale di Acquaderni, il 140º anniversario della fondazione, dedicando un dibattito alla figura dello storico fondatore e inaugurando una nuova lapide commemorativa sulla facciata della sua casa.

## Galleria d'immagini

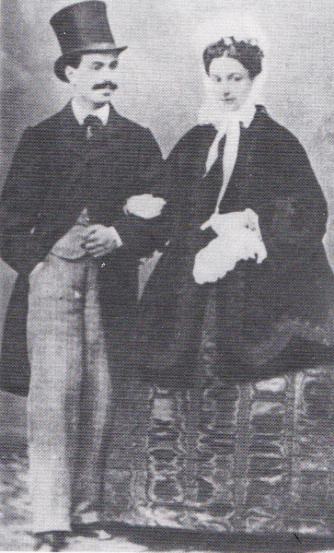
Giovanni Acquaderni giovane sposo con la moglie.
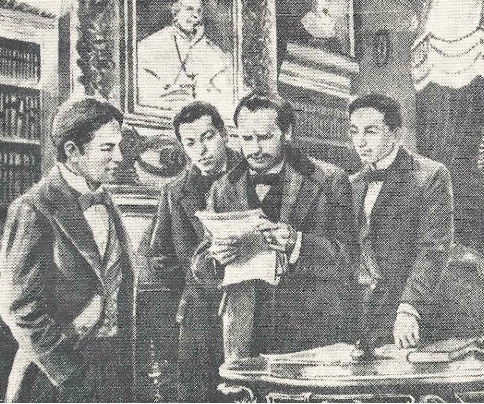
Mario Fani e Giovanni Acquaderni riuniti in casa dei fratelli Malvezzi a Bologna mettono a punto il programma della nascente «Società della Gioventù Cattolica» (1868), poi Azione Cattolica.
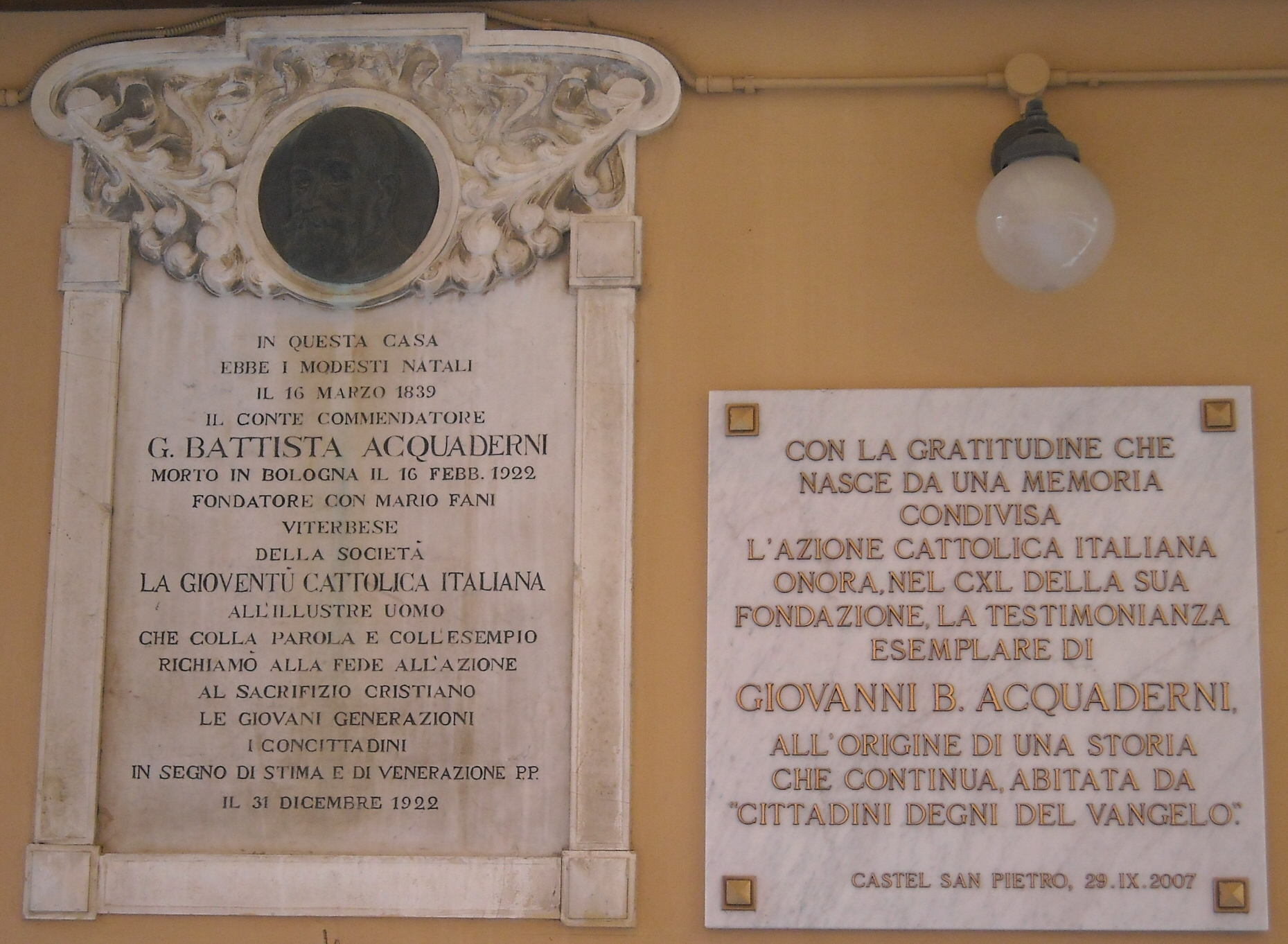
Lapidi sulla facciata della casa natale di Acquaderni a Castel San Pietro Terme.